# Juan Carlos Uder
Juan Carlos Uder Díaz (Sarandí, 24 aprile 1927 – 13 luglio 2020) è stato un cestista argentino.

## Carriera
Con l'Argentina ha disputato due edizioni dei Giochi olimpici (Londra 1948, Helsinki 1952) e i Campionati mondiali del 1950.